# Henk Roels
Henricus Antonius Josephus (Henk) Roels (Etten-Leur, 26 december 1925 – Someren, 31 maart 1993) was een Nederlands politicus voor de KVP en later voor het CDA.
Na de lagere school in Etten te hebben doorlopen, behaalde hij zijn schooldiploma op het internaat Saint-Louis in Oudenbosch. Daarna heeft hij nog het diploma gemeente-administratie gehaald en heeft hij een cursus economie gevolgd aan de Katholieke Leergangen in Tilburg. Zijn carrière begon Roels als volontair bij de gemeentesecretarie van Zundert. Daarna had hij diverse ambtelijke functies in Rucphen, Standdaarbuiten, Schoonhoven en Wormer. Verder was Roels betrokken bij tal van, over het algemeen katholieke, organisaties zoals de KVP. In 1956 ging hij werken bij de gemeentesecretarie van Warmond waar hij chef van de afdeling algemene zaken was voor hij in maart 1961 benoemd werd tot burgemeester van de toenmalige Noord-Brabantse gemeente Luyksgestel. Hierna was hij van 1968 tot 1991 burgemeester van Someren. Tijdens dit laatste burgemeesterschap nam hij onder meer het initiatief voor de oprichting van het Industrieel Contact Asten/Someren (ICAS).